# 510-talet f.Kr.

## Händelser
- 519 f.Kr. – Zhou Jing Wang blir kung av den kinesiska Zhoudynastin.
- 518 f.Kr. – Palatset Perserpolis börjar byggas.[1]
- 516 f.Kr.
  - Perserna under Dareios I misslyckas mot stammarna vid Donau, men lyckas erövra nya områden i Kaukasus och utmed Indusfloden, bland annat Gandhara och Hindu.[1] samt den indiska Punjabregionen.
  - Dareios I lämnar en detaljerad beskrivning av sina göranden, huggen i kalksten i ett berg, skriven på gammalpersiska, assyriska och elamitiska.[1]
- 515 f.Kr.
  - 12 mars – Jerusalems tempel står åter färdigt.[1]
- 514 f.Kr. – Kung Helü av Wu etablerar "Stora staden", det forntida namnet på Suzhou, som sin huvudstad i Kina.
- 513 f.Kr. – Dareois den store erövrar Getae och östra Thrakien i sitt krig mot skyterna, där han allierat sig med Gallipolihalvöns diktator Miltiades d.y..[1]
- 512 f.Kr. – Dareios I belägrar Byzanz, ursprungligen en av Megaras kolonier, grundad 660 f. Kr.[1]
- 511 f.Kr. – Phrynikos vinner för första gången dramatävlingen i Aten.[1]
- 510 f.Kr.
  - Hippias, son till Peisistratos och tyrann av Aten, utvisas genom ett folkligt uppror lett av kung Kleomenes I av Sparta och hans styrkor.
  - Demaratos efterträder Ariston av Sparta som kung av Sparta (omkring detta år).
  - En terrakottastaty av Apollo byggs i Veji norr om Rom.[2]
  - Hippias störtas i Aten av spartanske kungen Kleomenes.[2]
  - Hamilkar, Magos barnbarn, efterträer Hasdrubal som Kartagos regent.[2]
  - Grekiska kolonin Sybaris, Paestums moderstad, förstörs av Kroton.[2]

## Födda
- 519 f.Kr.
  - Xerxes I av Persien (omkring detta år).[1]
  - Lucius Quinctius Cincinnatus, romersk statsman.[1]
- 518 f.Kr. – Pindaros, poet från Cynoscephalae.[1]
- 515 f.Kr. – Hipparchos (mördad i Aten)[1]
- 510 f.Kr. – Cimon, general, son till Miltiades d.y..[2]

## Avlidna
- 515 f.Kr. – Arcesilaus av Kyrene, kung av Kyrene.

### Fotnoter
1. 1 2 3 4 5 6 7 8 9 10 11  ”För 100 generationer sedan”. augusti 1996-januari 2000. http://www.werbeka.com/bibliote/500tal/520bc.htm. Läst 18 juli 2011.
2. 1 2 3 4 5  ”För 100 generationer sedan”. augusti 1996-september 2008. http://www.werbeka.com/bibliote/500tal/510bc.htm. Läst 18 juli 2011.